# FIFA 13
FIFA 13 (FIFA Soccer 13 u Sjevernoj Americi) dvadeseta je nogometna videoigra u FIFA serijalu Electronic Artsa. Proizvedena je u podružnici EA Canada, a izdavat će je EA Sports. Diljem svijeta, izaći će u prodaju od 25. do 27. rujna 2012. za konzole PlayStation 3, Xbox 360, Wii U, Wii i PlayStation 2; za nosive uređaje PlayStation Portable, PlayStation Vita, Nintendo 3DS, Xperia Play i Apple iOS; te za osobna računala Microsoft Windows i Mac OS X.

## Omoti
Na općenitom globalnom omotu igre nalazi se Argentinac Lionel Messi. Koristit će se i lokalni omoti kao i kod prijašnjih izdanja, najvjerojatnije će prikazivati Messija i drugog igrača iz određene regije.

## Licence

### Lige
Ukupno 32 nacionalne lige su licencirane na FIFA-i 13. Češka Gambrinus liga i turski Süper Lig su se vratili na popis liga nakon jednogodišnjeg odsustva. Po prvi put u serijalu, licenciju ima i Saudijska profesionalna liga.
| - A-League - Austrijska Bundesliga - Belgijska Pro liga - Campeonato Brasileiro Série A - Gambrinus liga - Danska Superliga - Barclays Premier liga - Npower Championship - Npower League 1 - Npower League 2 - Ligue 1 - Ligue 2 - Bundesliga - 2. Bundesliga - FAI Premier divizija - Serie A - Serie B | - K-League - Liga MX - Eredivisie - Tippeligaen - Ekstraklasa - Primeira Liga - Ruska Premijer liga - Saudijska profesionalna liga - Škotska Premier liga - Liga BBVA - Liga Adelante - Allsvenskan - Švicarska Super liga - Süper Lig - Major League Soccer |

Ostali klubovi: (Rest of the World)
| - AEK Atena - Boca Juniors - Niva Ternopilj - CFR Cluj - Olympiakos - Orlando Pirates | - Panathinaikos - P.A.O.K. - Racing Club - River Plate - Classic XI - World XI |

### Reprezentacije
FIFA 13 će imati oko 50 nacionalnih nogometnih reprezentacija u svom sadržaju.

## Vanjske poveznice
- Službena stranica